# Antonín Brouček
Antonín Brouček OFM, rodným (křestním) jménem Vilém, zvaný též podle svého původu přídomkem z Kopidlna (? – 1690, Bechyně) byl český františkán a profesor teologie mj. pražského arcibiskupského semináře. Narodil se někdy před rokem 1638, do roku 1658 vstoupil do františkánského řádu. V řádu působil jako český provinciál (1672-75), zemřel 20. května 1690 v Bechyni, kde byl i pohřben.
Přednášel na klášterních františkánských studiích, jako v letech 1679–1681 v konventu v Jindřichově Hradci, kde byl tehdy představeným Jindřich Labe a kde byl již čestně titulován jako lector jubilatus. Pro tato tříleté teologická studia měl 14 posluchačů – františkánských kleriků. Z těchto studií se dochovaly dva svazky s jeho přednáškami. Kodexy obsahují 24 traktátů dále se dělících na disputace a jednotlivé kvestie, jenž postupně pokrývají všechny oblasti teologie, jak byly studentům předkládány. Jeden traktát je dopsán v květnu 1682 „in Thermis Sancti Ioannis prope Dessnam“ (tj. Velké Losiny?), kde se pro neznámou nemoc léčil, stejně jako roku 1686 v Teplicích.
Ve svých přednáškách v Bechyni se zabýval se také františkánstvím, jak dokládá jeho rukopis Breve Compendium in vitam S. Patris Francisci et sociorum ejus, cum annotationibus aliquibus circa indulgentiam Portiunculae, Montis Alvernae, Nominis Jesu, Terrae Sanctae &c. napsaný roku 1677 a v dalších letech. Na 66 stranách se zabývá počátky františkánství, misiemi františkánů ve Svaté zemi (se soudobými františkánskými misionáři tamtéž udržoval Brouček písemný kontakt). Dále v kodexu najdeme zejména kázání, z nichž většinu lze se jistou dávkou nejasnosti připsat samotnému Broučkovi, šest synopsí latinských školních her – ve všech případech s biblickým námětem. Lektor tedy cvičil spolu se svými studenty a „jindřichohradeckou mládeží“ divadlo, které předváděl vzdělanějšímu lidu nebo spolubratřím o církevních slavnostech. Mezi jednotlivé rukopisy je vevázáno také deset pražských tisků, z poloviny s historickou tematikou, která dosvědčuje šíři Broučkova zájmu.
Jako učebnici filozofie pro řádová studia Brouček napsal učebnici skotistické filozofie Domus Sapientiae : Doctoris Subtilis, Joannis Duns Scoti zkráceně zvaná Domus Sapientiae Scoti. Spoulautorsky se na objemném díle podílel další lektor pražských františkánských studií i arcibiskupského semináře Arnošt Schaff. Tato první tištěná učebnice skotismu v Čechách patřila k základní výbavě františkánských klášterních studií. Vytiskla ji arcibiskupské tiskárna v Praze roku 1663. Třídílná příručka o téměř 800 stranách dokládá, že Broučkovou zásluhou pronikla františkánská filozofická cesta vně hranic řádu i do obecného církevního prostředí – kněžského semináře. Rovněž mědirytové frontispisy s mnichy a chrámem moudrosti nemají žádnou spojitost se františkánstvím. Dílo je dedikováno hraběti Václavu Vojtěchu ze Šternberka (zemř. 1708).
Vznik františkánské observance a spory o striktní zachovávání řehole zachytil Brouček v díle Brevis relatio de origine et divine Religionis s. Francisci. [Pragae?, cca 1660]. 118 s. Podle Vigilia Greiderera čerpajícího z dalších pramenů české provenience však dílo jen převzal a doplnil. Tato kniha se dostala na Index zakázaných knih, po odstranění litanií byla povolena. Podílel se na zajištění vydání abecedně setříděné příručky biblických událostí připisované autorsky svatému Bonaventurovi s názvem Bibilia pauperum. Knihu vytiskl v Praze Urban Baltazar Goliáš roku 1666.
Údajně byl též autorem dnes neznámého traktátu o krupobití, později citovaného františkánem Janem Damascénem Markem.
Jako vzdělanec se nemohl obejít bez solidní sbírky knih. Jako řádový lektor užíval privilegia používání osobní knihovní sbírky kromě společných klášterních knihoven. Z ní se dochoval Broučkův "manuálník" obsahující opisy řádových status a akt, Broučkovu korespondenci, latinská kázání, zřejmě přímo Broučkova a další.  Několik desítek zde dochovaných jeho dopisů s jinými řeholníky, šlechtici a světskými vládci svědčí o Broučkově všestrannosti i diplomatické schopnosti, texty kázání a několik dalších veršů zase o jeho zálibě v poezii. Do své osobní knihovny dále například získal roku 1682, kdy působil jako provinciál, darem od Petra Ignáce Wittprahlla faráře „Rudolicensis“ prvotisk Epistoles familiares papeže Pia II. Ještě téhož roku ji nechal zapsat do katalogu klášterní knihovny v Dačicích, kde patrně přebýval. Přesto knihu stále choval u sebe až do své smrti roku 1690 v Bechyni, kde pak již zůstala. V bechyňském konventu Brouček ponechal celou svou osobní knihovnu, kde se dále nacházely jeho rukopisy – latinský slovník s českým výkladem termínů (titulovaný nomenklatura, ovšem abecedně seřazený) z let 1693–1694, biblický slovník Alphabetum scripturististicum a další opisy. Nezapomínal však ani na společné klášterní knihovny, pro něž vydal jako český provinciál roku 1673 knihovní řád. Osobní pozůstalost Antonína Broučka uchovává archiv pražských františkánů.
Jako provinciál se Antonín Brouček podílel na sestavení provinčních statut české františkánské provincie sv. Václava projednaných na kapitule v Brně v květnu 1672 a schválených následujícího roku generalátem řádu i shromážděnými českými definitory, mezi jinými i Bernardem Sannigem. Statuta zvyšující mimo jiné pravomoci provinciálů a kvardiánů na úkor nižších představených byly vytištěny pravděpodobně v Praze roku 1674.